# Xysticus albertensis
Xysticus albertensis là một loài nhện trong họ Thomisidae.
Loài này thuộc chi Xysticus. Xysticus albertensis được Charles Denton Dondale miêu tả năm 2008.